# ターヒール

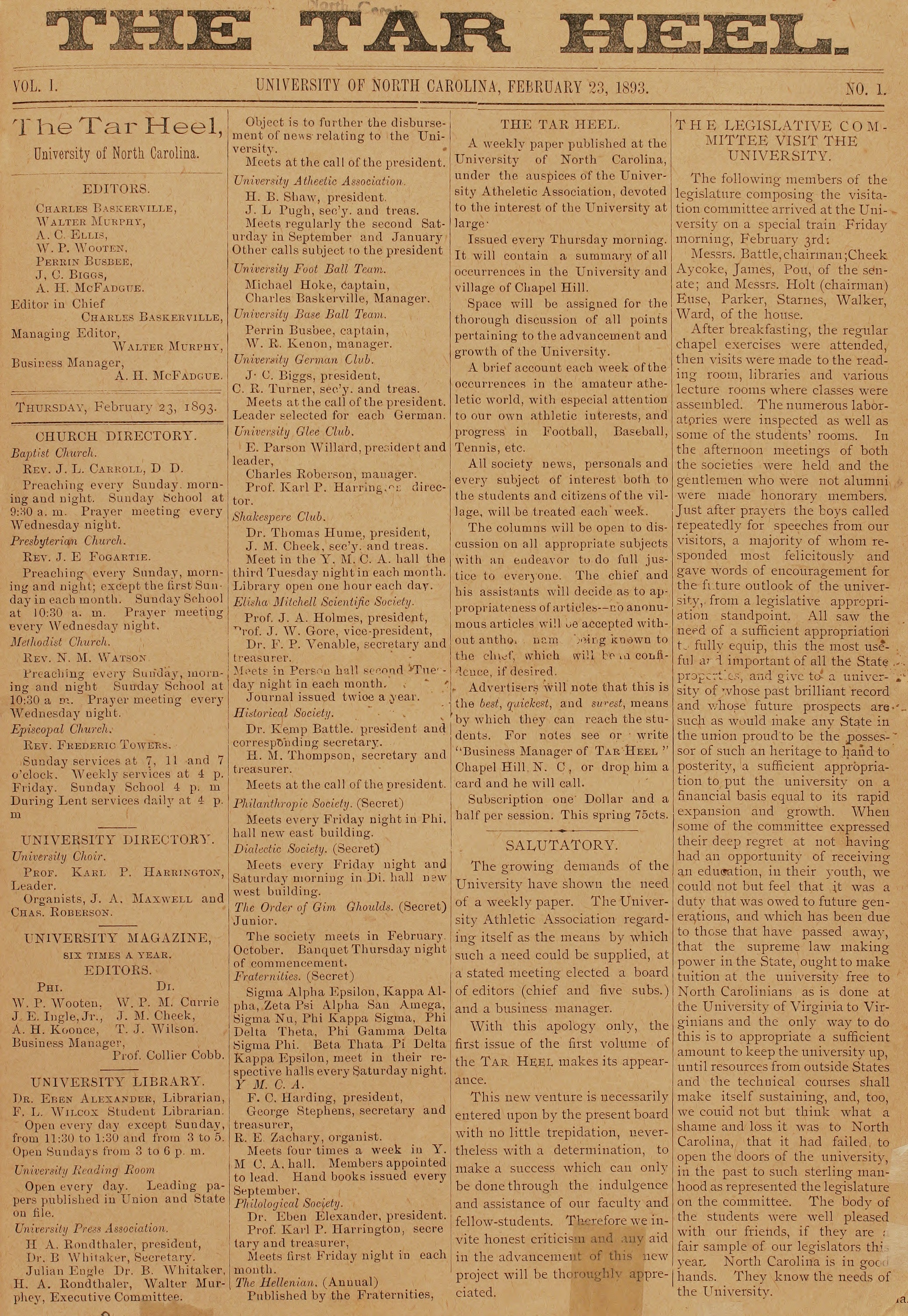
ノースカロライナ大学チャペルヒル校の学生紙『ザ・ターヒール』創刊号

ターヒール（英語: Tar Heel）は、米国ノースカロライナ州に付けられた愛称で、ノースカロライナ大学チャペルヒル校の運動チーム「ノースカロライナ・ターヒールズ」、学生、卒業生、ファンの愛称でもある。

## 概要
ターヒールというニックネームの起源は、18世紀半ばから 19世紀にかけて、ノースカロライナ州に豊富にある松の木からテレピン油、タール、ピッチ、その他の材料の生産地としてノースカロライナ州が名声を博したことに遡る。「ターヒール」（および関連の「ロジンヒール」）は、タール、ピッチ、テレビン油の生産に従事する貧しい白人労働者によく適用された。このニックネームは南北戦争中に南軍のノースカロライナ州兵士に受け入れられ、戦後は州とその州民の「粘り強い、苦境にもまけない州と人々」という意味のニックネームとして有名になった。

## 参照項目
- Tar Heel, North Carolina：町
- Tarheel, North Carolina|：町
- Tar River：川

## 参考
1. ↑  ノースカロライナ州の概要（ノースカロライナ州政府日本事務所）